# Acrodontis ussurica
Acrodontis ussurica là một loài bướm đêm trong họ Geometridae.